# Püspökladány vasútállomás
Püspökladány vasútállomás egy Hajdú-Bihar vármegyei vasútállomás, Püspökladány településen, a MÁV üzemeltetésében; főépülete műemlékvédelmi oltalom alatt áll. Az állomás a város belterületének északkeleti részén helyezkedik el, közúti elérését a 42-es főútból kiágazó 34 311-es számú mellékút biztosítja.

## Vasútvonalak
Az állomást az alábbi vasútvonalak érintik:
- Budapest–Záhony-vasútvonal
- Püspökladány–Biharkeresztes-vasútvonal
- Kötegyán–Püspökladány-vasútvonal

## Kapcsolódó állomások
A vasútállomáshoz az alábbi állomások vannak a legközelebb:
- Báránd vasútállomás (Püspökladány–Biharkeresztes-vasútvonal)
- Püspökladány-Vásártér megállóhely (Kötegyán–Püspökladány-vasútvonal)
- Karcag vasútállomás (Budapest–Záhony-vasútvonal)
- Kaba vasútállomás (Budapest–Záhony-vasútvonal)

## Forgalom
| Járat                           | Útvonal | Gyakoriság                                   |
| ------------------------------- | --- | -------------------------------------------- |
| személyvonat                    | Budapest-Nyugati → Zugló → Kőbánya alsó → Kőbánya-Kispest → Pestszentlőrinc → Szemeretelep → Ferihegy → Vecsés → Vecsés-Kertekalja → Üllő → Hosszúberek-Péteri → Monor → Monorierdő → Pilis → Albertirsa → Ceglédbercel → Ceglédbercel-Cserő → Budai út → Cegléd → Abony → Szolnok → Szajol → Törökszentmiklós → Fegyvernek-Örményes → Kisújszállás → Karcag → Püspökladány → Kaba → Hajdúszoboszló → Ebes → Debrecen | Napi 1 Debrecen felé                         |
| személyvonat                    | Cegléd → Abony → Szolnok → Szajol → Törökszentmiklós → Fegyvernek-Örményes → Kisújszállás → Karcag → Püspökladány → Kaba → Hajdúszoboszló → Ebes → Debrecen → Debrecen-Csapókert → Apafa → Bocskaikert → Hajdúhadház → Téglás → Újfehértó → Nyíregyháza → Sóstó → Sóstóhegy → Kemecse → Nyírbogdány → Kék → Demecser → Gégény → Pátroha → Ajak → Kisvárda → Kisvárda-Hármasút → Fényeslitke → Komoró → Tuzsér → Tiszabezdéd → Záhony | Munkanapokon 2 Záhony felé                   |
| személyvonat                    | Cegléd – Abony – Szolnok – Szajol – Törökszentmiklós – Fegyvernek-Örményes – Kisújszállás – Karcag – Püspökladány – Kaba – Hajdúszoboszló – Ebes – Debrecen – Debrecen-Csapókert – Apafa – Bocskaikert – Hajdúhadház – Téglás – Újfehértó – Nyíregyháza | Napi 4-6 pár                                 |
| személyvonat                    | Püspökladány – Kaba – Hajdúszoboszló – Ebes – Debrecen – Debrecen-Csapókert – Apafa – Bocskaikert – Hajdúhadház – Téglás – Újfehértó – Nyíregyháza – Sóstó – Sóstóhegy – Kemecse – Nyírbogdány – Kék – Demecser – Gégény – Pátroha – Ajak – Kisvárda – Kisvárda-Hármasút – Fényeslitke – Komoró – Tuzsér – Tiszabezdéd – Záhony | Munkanapokon napi 2 pár                      |
| személyvonat                    | Püspökladány – Kaba – Hajdúszoboszló – Ebes – Debrecen (– Debrecen-Csapókert – Apafa – Bocskaikert – Hajdúhadház – Téglás – Újfehértó – Nyíregyháza) | Munkanapokon napi 2-3 pár                    |
| személyvonat                    | Püspökladány – Püspökladány-Vásártér – Hosszúhát – Szerep – Sárrétudvari – Biharnagybajom – Füzesgyarmat – Füzesgyarmatfürdő – Szeghalom (– Vésztő) | Kb. 2 óránként                               |
| személyvonat                    | Püspökladány – Báránd – Sáp – Berettyóújfalu – Mezőpeterd – Biharkeresztes | Kb. óránként                                 |
| személyvonat                    | Püspökladány – Báránd – Sáp – Berettyóújfalu – Mezőpeterd – Biharkeresztes – Episcopia Bihor (Biharpüspöki) – Oradea (Nagyvárad) | Napi 1 pár                                   |
| személyvonat                    | Püspökladány – Báránd – Sáp – Berettyóújfalu – Mezőpeterd – Biharkeresztes – Episcopia Bihor (Biharpüspöki) – Oradea (Nagyvárad) ← Oradea Vest (Nagyvárad-Nyugat) – Leș Bihor (Váradles) – Cefa (Cséffa) – Salonta (Nagyszalonta) | Napi 1 pár                                   |
| Cívis InterRégió                | Budapest-Nyugati – Zugló – Kőbánya-Kispest – Ferihegy – Cegléd – Abony – Szolnok – Szajol – Törökszentmiklós – Fegyvernek-Örményes – Kisújszállás – Karcag – Püspökladány – Kaba – Hajdúszoboszló – Ebes – Debrecen (– Debrecen-Csapókert – Apafa – Bocskaikert – Hajdúhadház – Téglás – Újfehértó – Nyíregyháza – Sóstó – Sóstóhegy – Kemecse – Nyírbogdány – Kék – Demecser – Gégény – Pátroha – Ajak – Kisvárda – Kisvárda-Hármasút – Fényeslitke – Komoró – Tuzsér – Tiszabezdéd – Záhony) | óránként                                     |
| Cívis InterRégió                | Budapest-Nyugati – Zugló – Kőbánya-Kispest – Ferihegy (← Üllő) – (Monor →) (← Monorierdő) – (Pilis → Albertirsa →) Cegléd – Abony – Szolnok – Szajol – Törökszentmiklós – Fegyvernek-Örményes – Kisújszállás – Karcag – Püspökladány – Kaba – Hajdúszoboszló – Ebes – Debrecen | Napi 1 Debrecen felé és napi 2 Budapest felé |
| Szabolcsi Tekergő expresszvonat | Záhony – Tiszabezdéd – Tuzsér – Komoró – Fényeslitke – Kisvárda-Hármasút – Kisvárda – Ajak – Pátroha – Gégény – Demecser – Kék – Nyírbogdány – Kemecse – Sóstóhegy – Sóstó – Nyíregyháza – Újfehértó – Téglás – Hajdúhadház – Bocskaikert – Debrecen-Csapókert – Debrecen – Ebes – Hajdúszoboszló – Kaba – Püspökladány – Karcag – Kisújszállás – Fegyvernek-Örményes – Törökszentmiklós – Szajol – Szolnok – Abony – Cegléd – Ferihegy – Kőbánya-Kispest – Budapest-Kelenföld – Velence – Székesfehérvár – Balatonakarattya – Balatonkenese – Balatonfűzfő – Balatonalmádi – Alsóörs – Balatonfüred – Balatonakali-Dörgicse – Zánka-Erzsébettábor | Nyáron napi 1 pár                            |
| Aranypart expresszvonat         | Záhony – Tiszabezdéd – Tuzsér – Komoró – Fényeslitke – Kisvárda-Hármasút – Kisvárda – Ajak – Pátroha – Gégény – Demecser – Kék – Nyírbogdány – Kemecse – Sóstóhegy – Sóstó – Nyíregyháza – Újfehértó (← Debrecen-Csapókert) – Debrecen (← Ebes) – Hajdúszoboszló (← Kaba) – Püspökladány – Karcag – Kisújszállás (← Fegyvernek-Örményes) – Törökszentmiklós (← Szajol) – Szolnok – Abony – Cegléd – Ferihegy – Kőbánya-Kispest – Budapest-Kelenföld – Velence – Székesfehérvár – Balatonaliga – Szabadisóstó – Szabadifürdő – Siófok – Balatonszéplak felső – Balatonszéplak alsó – Zamárdi – Szántód – Balatonföldvár – Balatonszemes – Balatonlelle – Balatonboglár – Fonyódliget – Fonyód | Nyáron napi 1 pár                            |
| expresszvonat                   | Nyíregyháza → Újfehértó → Téglás → Hajdúhadház → Bocskaikert → Debrecen-Csapókert → Debrecen → Püspökladány → Karcag → Kisújszállás → Törökszentmiklós → Szolnok → Kőbánya-Kispest → Zugló → Budapest-Nyugati | Iskolaidőben vasárnap 1 Budapest felé        |
| Tokaj InterCity                 | Budapest-Nyugati – Zugló – Kőbánya-Kispest – Ferihegy – Cegléd – Szolnok – Püspökladány – Hajdúszoboszló – Debrecen – Nyíregyháza – Tokaj – Szerencs – Miskolc-Tiszai – Füzesabony – Hatvan – Budapest-Keleti | 2 óránként                                   |
| Tokaj InterCity                 | Budapest-Nyugati – Zugló – Kőbánya-Kispest – Ferihegy – Cegléd – Szolnok – Püspökladány – Hajdúszoboszló – Debrecen – Nyíregyháza – Rakamaz – Tokaj – Szerencs – Miskolc-Tiszai | Napi 2 Budapest felé és napi 1 Miskolc felé  |
| Tokaj InterCity                 | Budapest-Keleti – Hatvan – Füzesabony – Miskolc-Tiszai – Szerencs – Tokaj – Nyíregyháza – Debrecen (← Ebes ← Hajdúszoboszló ← Kaba ← Püspökladány ← Karcag ← Kisújszállás ← Fegyvernek-Örményes ← Törökszentmiklós ← Szajol ← Szolnok) | Napi 1 pár                                   |
| Nyírség InterCity               | Budapest-Nyugati – Zugló – Kőbánya-Kispest – Ferihegy – Cegléd – Szolnok – Püspökladány – Hajdúszoboszló – Debrecen – Nyíregyháza (– Kisvárda – Záhony) | 2 óránként                                   |
| Latorca nemzetközi InterCity    | Budapest-Nyugati – Zugló – Kőbánya-Kispest – Ferihegy – Cegléd – Szolnok – Püspökladány – Hajdúszoboszló – Debrecen – Nyíregyháza – Kisvárda – Záhony – Чоп (Csap) – Мукачево (Munkács) | Napi 1-2 pár                                 |
| Hargita nemzetközi InterCity    | Budapest-Keleti – Szolnok – Törökszentmiklós – Kisújszállás – Karcag – Püspökladány – Báránd – Sáp – Berettyóújfalu – Mezőpeterd – Biharkeresztes – Episcopia Bihor (Biharpüspöki) – Oradea (Nagyvárad) – Aleșd (Élesd) – Bratca (Barátka) – Ciucea (Csucsa) – Huedin (Bánffyhunyad) – Aghires (Egeres) – Cluj-Napoca (Kolozsvár) (december végén és nyári időszakban közvetlen kocsi: – Câmpia Turzii (Aranyosgyéres) – Războieni (Székelyföldvár) – Luduș (Marosludas) – Iernut (Radnót) – Târgu Mureş (Marosvásárhely)) – Gherla (Szamosújvár) – Dej Călători (Dés) – Beclean pe Someș (Bethlen) – Sărățel (Szeretfalva) – Deda (Déda) – Toplița (Maroshévíz) – Gheorgheni (Gyergyószentmiklós) – Izvoru Oltului (Csíkszentdomokos) – Siculeni (Madéfalva) – Miercurea Ciuc (Csíkszereda) – Băile Tuşnad (Tusnádfürdő) – Sfăntu Gheorghe (Sepsiszentgyörgy) – Braşov (Brassó) | Napi 1 pár                                   |
| Corona nemzetközi InterCity     | Budapest-Keleti – Szolnok – Törökszentmiklós – Kisújszállás – Karcag – Püspökladány – Báránd – Sáp – Berettyóújfalu – Mezőpeterd – Biharkeresztes – Episcopia Bihor (Biharpüspöki) – Oradea (Nagyvárad) – Aleșd (Élesd) – Huedin (Bánffyhunyad) – Cluj-Napoca (Kolozsvár) – Gherla (Szamosújvár) – Dej Călători (Dés) – Beclean pe Someș (Bethlen) – Sărățel (Szeretfalva) – Deda (Déda) – Toplița (Maroshévíz) – Gheorgheni (Gyergyószentmiklós) – Izvoru Oltului (Csíkszentdomokos) – Siculeni (Madéfalva) – Miercurea Ciuc (Csíkszereda) – Băile Tuşnad (Tusnádfürdő) – Sfăntu Gheorghe (Sepsiszentgyörgy) – Braşov (Brassó) | Napi 1 pár                                   |
| Hortobágy EuroCity              | Wien Hauptbahnhof (Bécs) – Hegyeshalom – Mosonmagyaróvár – Győr – Tatabánya – Budapest-Kelenföld – Budapest-Keleti – Szolnok – (Szajol →) Törökszentmiklós – (Fegyvernek-Örményes →) Kisújszállás – Karcag – Püspökladány – (Kaba →) Hajdúszoboszló – (Ebes →) Debrecen – Nyíregyháza – Demecser – Kisvárda – Záhony (közvetlen kocsikkal tovább: Csap (Чоп) – Munkács (Мукачево) – Szolyva (Свалява) – Szlavszke (Славське) – Sztrij (Стрий) – Lviv-Holovnij (Льві́в-Головни́й) – Kijiv-Paszazsirszkij (Київ-Пасажирський)) | Napi 1 pár                                   |
| Transilvania EuroCity           | Wien Hauptbahnhof (Bécs) – Hegyeshalom – Mosonmagyaróvár – Győr – Tatabánya – Budapest-Kelenföld – Budapest-Keleti – Szolnok – Törökszentmiklós – Kisújszállás – Karcag – Püspökladány (közvetlen kocsikkal tovább Nagybánya felé) – Báránd – Sáp – Berettyóújfalu – Mezőpeterd – Biharkeresztes – Episcopia Bihor (Biharpüspöki) – Oradea (Nagyvárad) – Aleșd (Élesd) – Șuncuiuș (Vársonkolyos) – Bratca (Barátka) – Ciucea (Csucsa) – Huedin (Bánffyhunyad) – Cluj-Napoca (Kolozsvár) | Napi 1 pár                                   |
| Szamos EuroCity                 | (közvetlen kocsikkal Wien Hauptbahnhof – Hegyeshalom – Mosonmagyaróvár – Győr – Tatabánya – Budapest-Kelenföld – Budapest-Keleti – Szolnok – Törökszentmiklós – Kisújszállás – Karcag –) Püspökladány – Hajdúszoboszló – Debrecen – Debrecen-Szabadságtelep – Kondoroskert – Nagycsere – Haláp – Vámospércs – (Szentannapuszta →) Nyírábrány – Valea lui Mihai (Érmihályfalva) – Carei (Nagykároly) – Satu Mare (Szatmárnémeti) – Odoreu (Szatmárudvari) – Medieșu Aurit (Aranyosmeggyes) – Apa – Seini (Szinérváralja) – Cicârlău (Nagysikárló) – Baia Mare (Nagybánya) | Napi 1 pár                                   |
| Corvin nemzetközi gyorsvonat    | (közvetlen kocsikkal Wien Hauptbahnhof (Bécs) – Hegyeshalom – Mosonmagyaróvár – Győr – Tatabánya – Budapest-Kelenföld – Ferencváros – Budapest-Keleti) – Szolnok – Törökszentmiklós – Kisújszállás – Karcag – Püspökladány – Berettyóújfalu – Biharkeresztes – Episcopia Bihor (Biharpüspöki) – Oradea (Nagyvárad) – (Oșorhei (Fugyivásárhely) →) Tileagd (Mezőtelegd) – (Telechiu (Mezőtelki) →) Aleșd (Élesd) (← Vadu Crișului (Rév)) – Șuncuiuș (Vársonkolyos) – Bratca (Barátka) – Ciucea (Csucsa) – Huedin (Bánffyhunyad) – Aghireș (Egeres) – Cluj-Napoca (Kolozsvár) | Napi 1 pár                                   |

## Története
Az 1857-ben, romantikus stílusban épült felvételi épületet a Tiszavidéki Vasúttársaság bécsi tervezőirodája tervezte, ma műemléki védelem alatt áll.